# Wataru Hashimoto
Wataru Hashimoto (Shiga, 14 september 1986) is een Japans voetballer.

## Clubcarrière
Hashimoto tekende in 2009 bij Kashiwa Reysol.